# Saint-Pierre-des-Ormes
Saint-Pierre-des-Ormes é uma comuna francesa na região administrativa do País do Loire, no departamento de Sarthe. Estende-se por uma área de 10.12 km². Em 2010 a comuna tinha 230 habitantes (densidade: 22,7 hab./km²).